# Elecciones parlamentarias de Kosovo de 2019
Las elecciones parlamentarias se realizaron en Kosovo el 6 de octubre de 2019.

## Trasfondo
El 19 de julio de 2019, el primer ministro Ramush Haradinaj renunció después de ser convocado para ser interrogado por el Tribunal Especial para Kosovo en La Haya, Países Bajos.
El 5 de agosto de 2019, tres días después de que el presidente Hashim Thaçi fracasara en proponer un candidato para formar un gobierno de coalición como exige la constitución, la Asamblea de Kosovo acordó celebrar una sesión extraordinaria el 22 de agosto, planeando disolverse para que se puedan programar las elecciones. Posteriormente, el 22 de agosto de 2019, los parlamentarios votaron para disolver el parlamento, con 89 de los 120 votos a favor, lo que requirió elecciones dentro de 30 a 45 días.

## Sistema electoral
Los 120 miembros de la Asamblea son elegidos por representación proporcional por lista abierta, con 20 escaños reservados para las minorías nacionales. Existe un umbral electoral del 5% para los partidos que no representan las minorías nacionales.

## Resultados
Los resultados iniciales mostraron que la alianza NISMA-AKR-PD estuvo a solo unos cientos de votos de alcanzar el umbral electoral del 5% y perdió los 10 escaños. Sin embargo, el Panel de Quejas y Apelaciones Electorales de Kosovo ordenó posteriormente que se eliminaran del recuento de votos a 3.782 votos procedentes de Serbia, ya que habían sido entregados por funcionarios serbios en lugar de por correo. Los votos eliminados permitieron que la alianza liderada por NISMA cruzara el umbral y ganara seis escaños.
| Partido                            | Partido                                | Votos     | %     | escaños | +/–   |
| ---------------------------------- | -------------------------------------- | --------- | ----- | ------- | ----- |
|                                    | Vetëvendosje!                          | 221,001   | 26.27 | 29      | –5    |
|                                    | Liga Democrática de Kosovo             | 206,516   | 24.55 | 28      | +5    |
|                                    | Partido Democrático de Kosovo          | 178,637   | 21.23 | 24      | +1    |
|                                    | 100% Kosovo (AAK–PSD)                  | 96,872    | 11.51 | 13      | +3    |
|                                    | Lista Serbia                           | 53,861    | 6.40  | 10      | +1    |
|                                    | NISMA–AKR–PD                           | 42,083    | 5.00  | 6       | –4    |
|                                    | Coalición Vakat                        | 7,075     | 0.84  | 2       | 0     |
|                                    | Partido Democrático Turco de Kosovo    | 6,788     | 0.81  | 2       | 0     |
|                                    | Partido Liberal Egipcio                | 4,887     | 0.58  | 1       | 0     |
|                                    | Nuevo Partido Democrático              | 3,935     | 0.47  | 1       | 0     |
|                                    | Partido Ashkali para la Integración    | 3,113     | 0.37  | 1       | 0     |
|                                    | Fjala                                  | 2,852     | 0.34  | 0       | 0     |
|                                    | Partido Democrático Ashkali de Kosovo  | 1,963     | 0.23  | 0       | 0     |
|                                    | Partido Liberal Independiente          | 1,859     | 0.22  | 0       | –1    |
|                                    | Nueva Iniciativa Democrática de Kosovo | 1,755     | 0.21  | 1       | +1    |
|                                    | Partido Euroatlántico de Kosovo        | 1,173     | 0.14  | 0       | Nuevo |
|                                    | Partido Unificado de los Goran         | 1,159     | 0.14  | 1       | 0     |
|                                    | Partido Romaní Unido de Kosovo         | 1,078     | 0.13  | 1       | 0     |
|                                    | Partido de Acción Democrática          | 834       | 0.10  | 0       | 0     |
|                                    | Partido de los Servokosovares          | 816       | 0.10  | 0       | 0     |
|                                    | Iniciativa Cívica de Gora              | 785       | 0.09  | 0       | 0     |
|                                    | Movimiento de Gora                     | 695       | 0.08  | 0       | 0     |
|                                    | Coalición Serbia (Sloboda)             | 672       | 0.08  | 0       | Nuevo |
|                                    | Nuevo Partido Romaní de Kosovo         | 289       | 0.03  | 0       | 0     |
|                                    | Independientes                         | 577       | 0.07  | 0       | Nuevo |
| Votos inválidos y en blanco        | Votos inválidos y en blanco            | 33,271    | –     | –       | –     |
| Total                              | Total                                  | 874,546   | 100   | 120     | 0     |
| Votantes registrados/Participación | Votantes registrados/Participación     | 1,961,213 | 44.59 | –       | –     |
| Fuente: Electoral Commission       |                                        |           |       |         |       |